# Madeleine Marie
 (octobre 2009).
Si vous disposez d'ouvrages ou d'articles de référence ou si vous connaissez des sites web de qualité traitant du thème abordé ici, merci de compléter l'article en donnant les références utiles à sa vérifiabilité et en les liant à la section « Notes et références ».
Madeleine Marie (Marie, Madeleine Herdies) est une actrice française d'origine belge, née le 26 octobre 1914 à Linkebeek (Belgique) et morte le 12 octobre 1998 à Yerres (Essonne).

## Filmographie

### Cinéma
- 1978 : Judith Therpauve de Patrice Chéreau
- 1981 : Aimée de Joël Farges : la domestique
- 1982 : Le Bâtard de Bertrand Van Effentere : la grand-mère
- 1984 : La Garce de Christine Pascal : De Weber, la gouvernante
- 1984 : Rendez-vous d'André Téchiné
- 1987 : Hôtel du Paradis de Jana Boková
- 1987 : Camille Claudel de Bruno Nuytten : Victoire
- 1987 : Fréquence meurtre d'Élisabeth Rappeneau : Ida Faber
- 1987 : Si le soleil ne revenait pas de Claude Goretta
- 1988 : Une Affaire de femmes de Claude Chabrol : Albertine
- 1989 : Trilogie de Elisabeth Kapnist : Solange
- 1989 : Un jeu d'enfant de Pascal Kané : Henriette
- 1990 : À la vitesse d'un cheval au galop de Fabien Onteniente : Marie cadeau
- 1991 : Arthur Rimbaud, une biographie de Richard Dindo : la mère de Rimbaud
- 1991 : Veraz de Xavier Castano
- 1992 : Olivier, Olivier d'Agnieszka Holland : la grand-mère
- 1993 : Les Visiteurs de Jean-Marie Poiré
- 1993 : Fast de Dante Desarthe : la vieille dame
- 1993 : L'Histoire du garçon qui voulait qu'on l'embrasse de Philippe Harel : la dame du train
- 1995 : La Belle Verte de Coline Serreau
- 1995 : Les Caprices d'un fleuve de Bernard Giraudeau : la vieille dame
- 1995 : Chacun cherche son chat de Cédric Klapisch : la dame qui se perd

### Télévision
- 1984 : Série noire, épisode : L'ennemi public n° 2 (série)
- 1984 : Julien Fontanes, magistrat, épisode : Un coup de bluff (série) : Mémé
- 1987 : Les Cinq Dernières Minutes, épisode Mécomptes d'auteurs de Roger Pigaut : Gabriella
- 1988 : Les Dossiers secrets de l'inspecteur Lavardin : L'Escargot noir de Claude Chabrol : la grand-mère de Mario
- 1995 : La Duchesse de Langeais, téléfilm de Jean-Daniel Verhaeghe
- 1998 : Les Cordier, juge et flic - épisode : Rangée des voitures (série) : Mère Rocabel

## Théâtre
- 1948 : Le Cirque aux illusions de René Aubert, mise en scène Jan Doat, Théâtre Mouffetard
- 1967 : Les Soldats de Jakob Michael Reinhold Lenz, mise en scène Patrice Chéreau, Théâtre de Sartrouville, Théâtre de Chaillot
- 1968 : Les Soldats de Jakob Michael Reinhold Lenz, mise en scène Patrice Chéreau, Théâtre de Chaillot
- 1974 : Toller de Tankred Dorst, mise en scène Patrice Chéreau, Théâtre national de l'Odéon